# Hwang In-hyeok
Hwang In-hyeok (né le 20 janvier 1988) est un coureur cycliste sud-coréen. Il a notamment été médaillé d'or de la poursuite individuelle aux championnats d'Asie de 2007 et de la poursuite par équipes aux Jeux asiatiques de 2006 et 2010 et aux championnats d'Asie de 2010.

## Palmarès

### Jeux asiatiques
- Doha 2006
  -  Médaillé d'or de la poursuite par équipes
  -  Médaillé de bronze de la poursuite individuelle
- Guangzhou 2010
  -  Médaillé d'or de la poursuite par équipes

### Championnats d'Asie
- Kuala Lumpur 2006
  -  Médaillé d'argent de la poursuite individuelle
- Bangkok 2007
  -  Médaillé d'or de la poursuite individuelle
  -  Médaillé de bronze de la poursuite par équipes
- Charjah 2010
  -  Médaillé d'or de la poursuite par équipes